# Stornäs, Lovisa
Stornäs är en udde i Finland. Den är en del av ön Våtskär och ligger i Lovisa stad och landskapet Nyland, i den södra delen av landet, 70 km öster om huvudstaden Helsingfors.
Terrängen inåt land är mycket platt. Havet är nära Stornäs åt sydost.  Närmaste större samhälle är Lovisa, 19,1 km norr om Stornäs. 